# Nsuta Wassa
Nsuta Wassa, kurz Nsuta, auch Nsuta-Wassa, Nsuta Wassaw, Nsuta-Wassaw, Wassa Nsuta und Wassaw Nsuta, ist ein Ort im Wassa West District der ghanaischen Western Region. Der Ort liegt etwa drei Kilometer südlich der Stadt Tarkwa.

## Rohstoffe
Im Jahr 1914 entdeckte man nahe Nsuta eine Manganmine, die Förderung des Erzes begann zwei Jahre später durch die African Manganese Co. Bis in die 1950er Jahre hinein war das Mangan aus Nsuta die Hauptquelle für Batterien. Zwischen Förderungsbeginn und 1981 wurden über 25 Millionen Tonnen Mangan aus der Mine befördert, seit den 1960er Jahren geht die Produktion jedoch zurück. Heute steht die Mine im Besitz der Ghana Manganese Company.

## Persönlichkeiten
Am 11. Oktober 1948 wurde der nach Peter Poreku Dery zweite ghanaische Kardinal Peter Turkson in Nsuta Wassa geboren.